# Jon Clardy
Jon Clardy (nacido el 16 de mayo de 1943 en Washington D. C., Estados Unidos) es actualmente profesor de química biológica y farmacología molecular en la Facultad de Medicina de Harvard. Su investigación se centra en el aislamiento y la caracterización estructural de productos naturales y actualmente investiga el papel de pequeñas moléculas biológicamente activas en la mediación de interacciones simbióticas y enfermedades.

## Biografía
Clardy creció en Arlington, Virginia, Estados Unidos, y es el mayor de cuatro hermanos. Asistió a la Universidad de Yale, donde recibió una licenciatura en 1964 y fue elegido miembro de Phi Beta Kappa . Si bien siempre estuvo cautivado por la biología, en la universidad se interesó más por la química. Realizó sus investigaciones de pregrado en síntesis orgánica, dirigida por R. Stephen Berry, con énfasis en elbenceno. Después de graduarse en Yale, se trasladó a la Universidad de Harvard, donde obtuvo un doctorado. en química en 1969. Luego aceptó un puesto docente en el Departamento de Química de la Universidad Estatal de Iowa, donde se afilió al Laboratorio Ames. En 1978, se trasladó al Departamento de Química de la Universidad de Cornell, donde permaneció hasta 2002, cuando se trasladó al Departamento de Química Biológica y Farmacología Molecular de la Facultad de Medicina de Harvard. En 2004, inició el doctorado. Programa de Biología Química con Stuart Schreiber y Greg Verdine. También creó, y continúa impartiendo, una clase popular titulada "Moléculas de la vida" para estudiantes universitarios de Harvard que no se especializan en ciencias.
Mientras realizaba su doctorado, Clardy conoció a su esposa Andrea Fleck, una graduada de Swarthmore College y escritora. Sus obras incluyen un libro infantil, dos libros sobre el noreste de Nueva York y obras de teatro que se han representado en todo el país. Tienen dos hijos.

## Descubrimiento de productos naturales
Las primeras investigaciones de Clardy se centraron en la elucidación de la estructura de productos naturales principalmente mediante cristalografía de rayos X. Al principio, en la Universidad Estatal de Iowa, Clardy estableció importantes colaboraciones con Bill Fenical, John Faulkner y Paul Scheuer, que llevaron a la elucidación de la estructura de numerosos productos naturales marinos, como el agente anticancerígeno briostatina, la jaspamida insecticida y antifúngica, diazonamida A y B, y muchos otros. Algunos de sus primeros trabajos más notables se centraron en las neurotoxinas asociadas con la "marea roja", lo que llevó a la determinación de las estructuras tridimensionales de la saxitoxina, del grupo de las gonyautoxinas, y la brevetoxina B del poliéter cíclico. Al mudarse a la Universidad de Cornell, la investigación de Clardy se expandió, incluyendo una gran variedad de organismos no marinos, incluidos, entre otros, los hongos, Actinomycetota y C. elegans . Su interés  en los hongos endófitos lo llevó al descubrimiento del ácido quinona torreyánico selectivamente citotóxico, los guanacastepenos estructuralmente diversos, el agente antimicótico criptocina y muchos otros.
Recientemente, Clardy se ha centrado en las asociaciones simbióticas entre bacterias y otros organismos como fuentes ricas de nuevas moléculas pequeñas. En colaboración con Cameron Currie, Clardy investigó las asociaciones entre actinomicetos e insectos como el escarabajo del pino del sur, hormigas y termitas que llevaron al descubrimiento de agentes antifúngicos como la dentigerumicina y la micangimicina. El estudio del intercambio químico en interacciones ecológicas complejas sigue siendo un objetivo principal del laboratorio Clardy.

## Cristalografía de rayos X de interacciones entre moléculas pequeñas y proteínas.
Clardy, en colaboración con Stuart Schreiber y sus colegas, obtuvo la estructura cristalina para los complejos FK506/ FKBP 12 y rapamicina /FKBP12. Poco después, Schreiber y Clardy determinaron la estructura del complejo FK506/rapamicina/FRAP, un estudio innovador que reveló la capacidad de una pequeña molécula permeable a las células para facilitar la dimerización de proteínas. Vertex, una nueva empresa farmacéutica, se fundó para diseñar una versión no tóxica de FK506. En colaboración con Walter Leal, Clardy y sus colegas obtuvieron una estructura cristalina de rayos X para la feromona volátil del insecto bombykol con su compañero de unión ubicado en las antenas de las polillas hembras del gusano de seda. Además de mejorar aún más la comprensión de esta interacción altamente específica entre una pequeña molécula y una proteína, este estudio marcó la primera estructura tridimensional de una proteína que se une a olores.

## ADNe
Clardy también es conocido por su trabajo en el esclarecimiento de productos naturales elaborados por bacterias no cultivables y se le atribuye, junto con Jo Handelsman y Robert M. Goodman y ser pionero en el campo de la metagenómica . Con Sean Brady, desarrolló un método para insertar ADN directamente del ADN ambiental (ADNe), como el suelo, en bibliotecas de cósmidos, buscar grupos de genes biosintéticos e identificar los productos de estos genes. Utilizando este método, dilucidaron las estructuras de numerosos antibióticos que antes eran inalcanzables mediante técnicas de laboratorio tradicionales, como los productos naturales derivados de N-aciltirosinas de cadena larga.